# Гохштадт-ам-Майн
Гохштадт-ам-Майн (нім. Hochstadt am Main) — громада в Німеччині, розташована в землі Баварія. Підпорядковується адміністративному округу Верхня Франконія. Входить до складу району Ліхтенфельс. Складова частина об'єднання громад Гохштадт-Марктцойльн.
Площа — 13,79 км2. Населення становить 1617 ос. (станом на 31 грудня 2020).

## Галерея

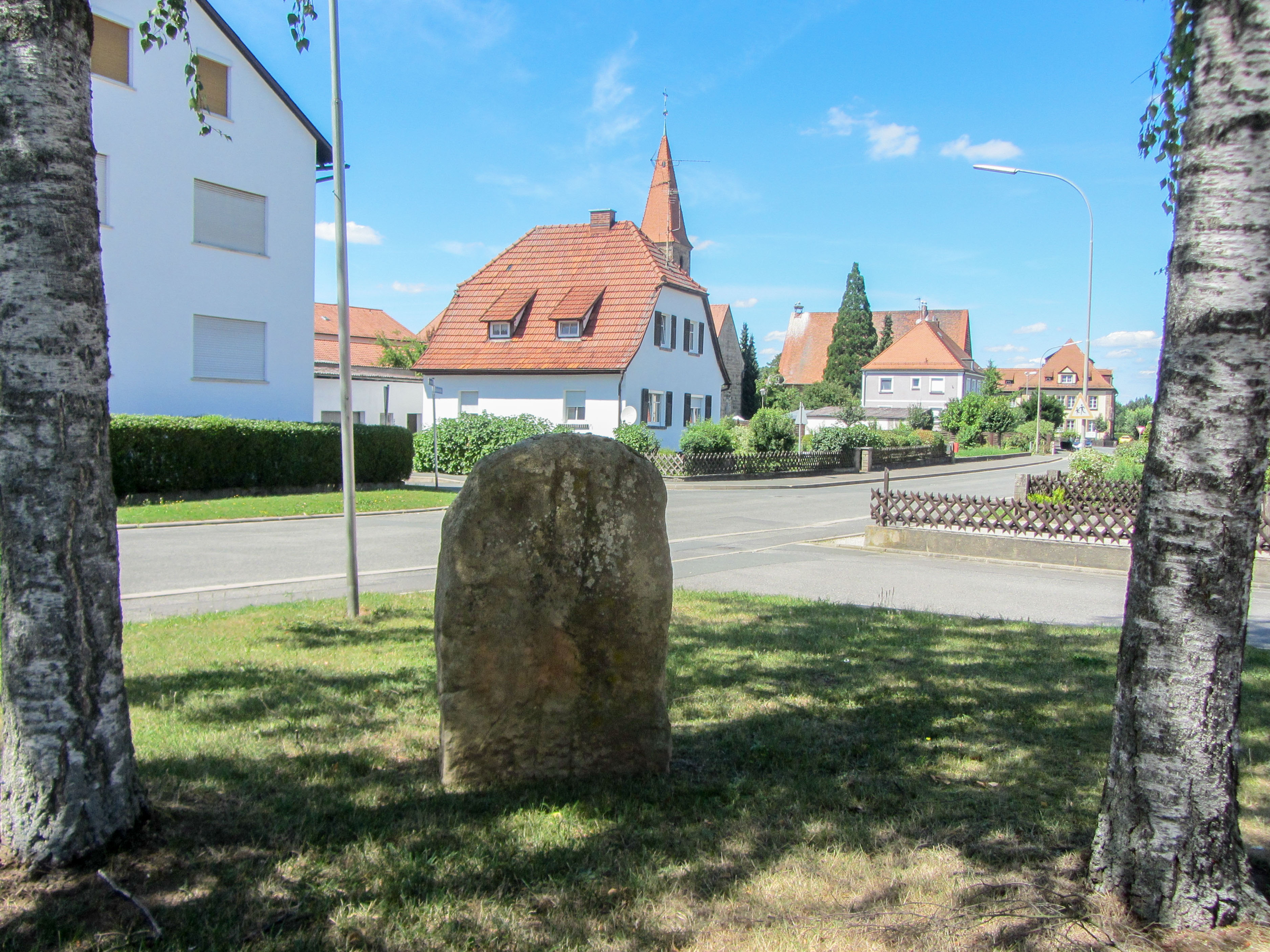